# Tom McKean
Thomas "Tom" McKean ( 27. října 1963, Bellshill) je bývalý skotský atlet, startující za Velkou Británii, jehož hlavní disciplínou byl běh na 800 metrů, halový mistr světa z roku 1993.
Jeho prvním mezinárodním úspěchem byla stříbrná medaile v běhu na 800 metrů na mistrovství Evropy v roce 1986. Hned dvojí zlato v této disciplíně vybojoval v roce 1990 – nejprve na halovém mistrovství Evropy v Glasgow a poté se stal evropským šampionem i pod širým nebem. V roce 1993 získal titul halového mistra světa v běhu na 800 metrů. Startoval dvakrát ve finále mistrovství světa v běhu na 800 metrů – v roce 1987 i 1993 doběhl osmý. Jeho osobní rekord na této trati – 1:43,88 – pochází z roku 1989.